# Nicole Johnson (Miss Californie USA)
 (décembre 2016).
Si vous disposez d'ouvrages ou d'articles de référence ou si vous connaissez des sites web de qualité traitant du thème abordé ici, merci de compléter l'article en donnant les références utiles à sa vérifiabilité et en les liant à la section « Notes et références ».
En pratique : Quelles sources sont attendues ? Comment ajouter mes sources ?
Nicole Johnson est née le 12 juillet 1985,. Américaine, elle est mannequin et reine de beauté couronnée Miss Californie, États-Unis en 2010. Elle a été finaliste en 2007.

## Enfance
Nicole Johnson est la fille de la professeure Annette Johnson et de Richard Johnson, directeur des ventes pharmaceutiques. Elle déménage avec sa famille  de Pennsylvanie vers Westlake Village, en Californie, pendant son enfance. Elle est élève au centre scolaire Los Cerritos Thousand Oaks, en Californie, et est diplômée de Westlake High School en 2003.
À dix-sept ans, elle lit une annonce dans le Thousand Oaks Gland pour Miss Californie Adolescent. Elle est alors étudiante au Moorpark College, et souhaite être transférée à l'Université de Californie du Sud et pense qu'une bourse d'études permettrait de l'aider à payer ses études. Nicole Johnson arrive en tête du concours comptant 304 participantes.
En 2007, elle est diplômée avec les honneurs de l'université du Sud de la Californie (USC), titulaire d'un Bachelor des Arts en Communication. Durant ses études à l'USC, elle met l'accent sur le divertissement sportif. Après l'université, elle travaille comme assistante financière et, plus tard, comme assistante de production pour l'ESPN ESPY Awards.

## Miss USA 2010
Nicole se place dans le top 10 au concours Miss USA 2010 et obtient la sixième place du classement de Californie,,,. Elle a été parrainée par l'INTA (pierres précieuses et Diamants), Agua Caliente et Tony Bowls.

## Vie privée

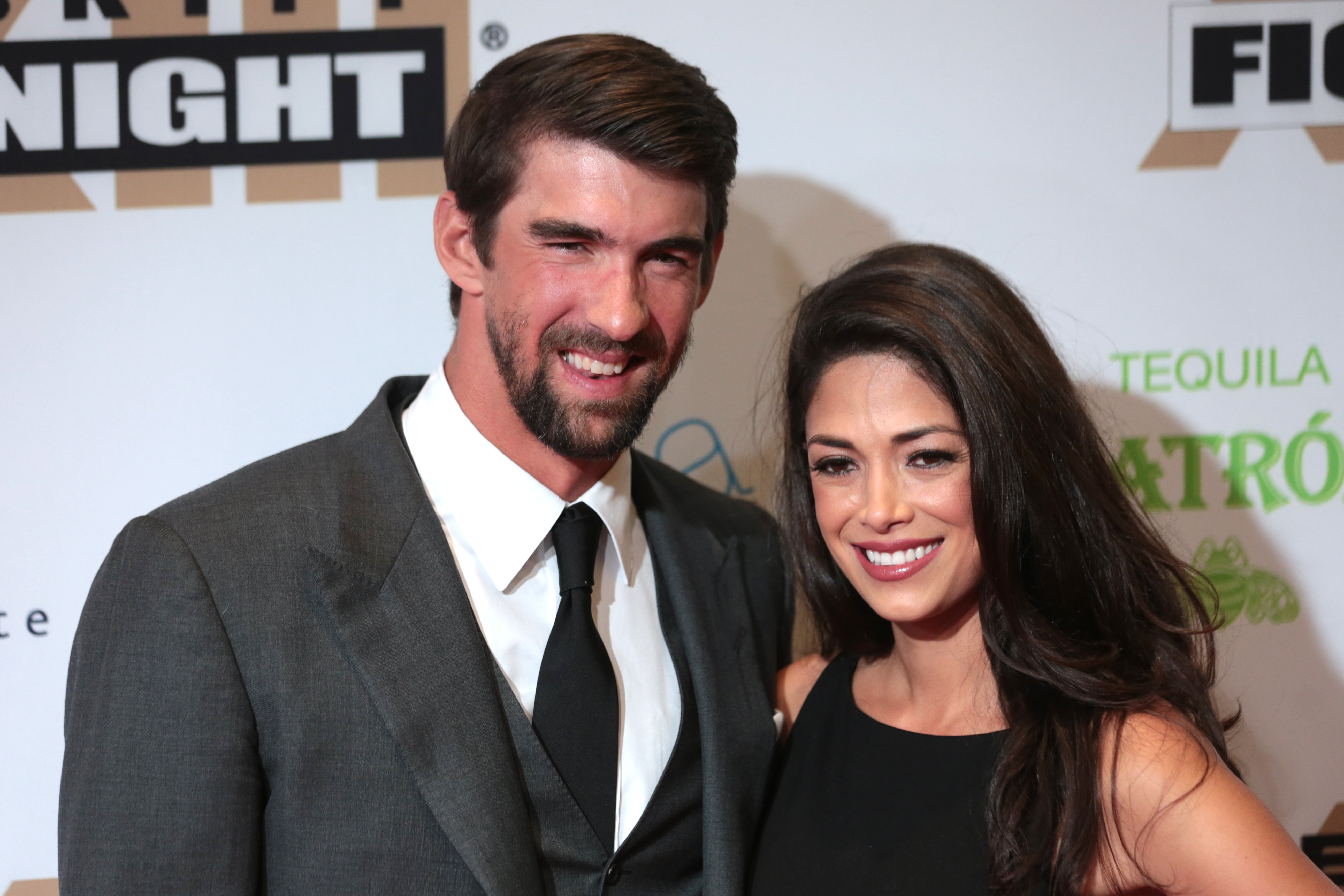
Nicole Johnson et son mari, Michael Phelps, à la 23ème Celebrity Fight Night à Phoenix, Arizona.

Nicole Johnson travaille pour Mercedes-Benz et avant son départ pour le concours Miss USA, elle a été promue assistante aux finances chez le concessionnaire.
Le 21 février 2015, Johnson se fiance au nageur Michael Phelps. Ils commencent à se fréquenter en 2009 et rompent temporairement en 2012[source insuffisante]. Leur fils, Boomer Robert Phelps, est né le 5 mai 2016[source insuffisante].
Le 13 juin 2016, elle s'est mariée à Michael Phelps.